# Поляков, Юрий Алексеевич (археолог)
Ю́рий Алексе́евич Поляко́в (21 февраля 1932 года, Москва — 10 марта 1992 года, Пермь) — советский археолог, кандидат исторических наук.

## Биография
Родился в 1932 году в Москве. Высшее образование получил на историко-филологическом факультете Пермского университета, который окончил в 1955 году.
Устроился на работу в Кунгурский краеведческий музей, в котором проработал 2 года.
С 1960 года работал в Пермском университете, читал лекции по истории первобытного общества, археологии, этнографии, и истории страны до XVIII века. В 1980 году защитил кандидатскую диссертацию «Гляденовская культура в Среднем и Верхнем Прикамье (III в. до н. э. — середина VI в. н. э.)».
Супруга — лингвист Е. Н. Полякова (1932—2020); сын Александр — физик.
Скончался 10 марта 1992 года в городе Перми.

## Научная деятельность
В 1963 году заинтересовался гляденовской культурой в Среднем и Верхнем Прикамье. Благодаря его исследованиям удалось систематизировать более 200 памятников, установить территории расселения гляденовских племен в Среднем Прикамье (Частинская, Тулвинская, Очерская, Юговская, Черновская, Мулянская, Чусовская) и в Верхнем Прикамье (Туйская, Гаревская, Обвинская). Он установил хронологические рамки существования культуры, которые ограничиваются сроком с III в. до н. э. до V—VI вв. н. э.
Также благодаря исследованиям Полякова были выяснены культурные и социальные факторы обобщающие гляденовцев, ими, согласно его исследованиям, являлись: общий хозяйственный уклад, погребальный обряд, и единая основа религиозных представлений.
Таким образом, был решён вопрос о культурном единстве племен Среднего и Верхнего Прикамья, о гляденовской культуре в целом в этническом плане как о соплеменности.
Вместе с тем благодаря изучению культовых памятников Поляковым были выявлены культовые сооружения, свидетельствующие о наблюдениях за солнцем, создававших основу для счёта времени и определения смены времён года.

## Труды
- Коновалятское селище // Учен. зап. Пермского ун-та. 1960. Т. 12. Вып. 2;
- Махонинское городище // Вопросы археологии Урала. Свердловск, 1962. Вып. 2;
- Итоги изучения памятников гляденовской культуры в Верхнем и Среднем Прикамье // Учен. зап. Пермского ун-та. 1967. № 148;
- Исследования городищ гляденовской и пьяноборской культур // Археологические открытия 1969 г. М., 1970;
- Археологические памятники // Памятники истории и культуры Пермской области. Пермь, 1971;
- К вопросу о раннем этапе этнической истории коми-пермяцкого народа // Языки и ономастика Прикамья. Пермь, 1973;
- Работы экспедиции Пермского университета // Археологические открытия 1981 г. М., 1983;
- Раскопки курганов на нижней Сылве // Археологические открытия 1982 г. М., 1984.